# Rue Cortot
Pour les articles homonymes, voir Cortot.
La rue Cortot est une rue du 18e arrondissement de Paris située dans le quartier de la butte Montmartre.

## Situation et accès
Longue de 125 mètres, elle commence au 19, rue du Mont-Cenis et finit au 18, rue des Saules.
Le quartier est desservi par la ligne 12 à la station Lamarck - Caulaincourt.

## Origine du nom

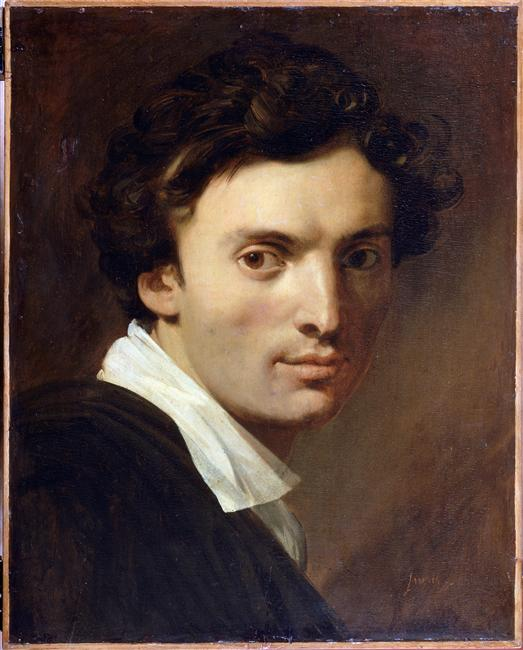
Jean-Pierre Cortot.

Elle doit son nom au sculpteur français Jean-Pierre Cortot (1787-1843).

## Historique
La petite rue Saint-Jean est une voie ancienne du village, puis de la commune de Montmartre, puisqu'elle apparaît déjà sur le plan d'Albert Jouvin de Rochefort, dessiné en 1672. Après le rattachement de Montmartre à Paris en 1859, cette voie est classée officiellement dans la voirie parisienne le 23 mai 1863. Elle est renommée en l'honneur de Jean-Pierre Cortot l'année suivante.

## Bâtiments remarquables et lieux de mémoire
- No 6 : 
  - domicile du compositeur Erik Satie entre 1890 et 1898[2]. Il logeait dans une petite chambre au deuxième étage. Il disait : « Je vis dans un placard, au coin de mon froid[3]. »
  - à noter que Paul Paillette, chansonnier anarchiste, a publié son recueil, Tablettes d'un lézard (vers 1891), en indiquant le 6, rue Cortot comme domicile de l'auteur.[réf. nécessaire]
  - Bernard Gorodesky, membre de la bande à Bonnot y a habité.
- No 6 bis : en 1853, domicile du peintre Adolphe-Félix Cals (1810-1880)[4].
- No 8 : Edmond Heuzé, peintre, et son ami David Laksine, peintre-sculpteur, y vécurent dans une mansarde. Ne pouvant plus payer leur loyer, ils errèrent dans Paris, où Laksine se jettera dans la Seine par désespoir le 2 février 1911.
- No 12 : une des plus vieilles maisons de la butte de Montmartre, le manoir de Rosimond daté du XVIe siècle, abrite le musée de Montmartre consacré à l'histoire et aux artistes, du quartier de Montmartre. Le peintre Maximilien Luce (1858-1941) y a eu un atelier, ainsi que Raoul Dufy en 1901[5]. Le couple de peintres Suzanne Valadon et André Utter y vécurent entre 1911 et 1933, ce dernier y ayant son atelier et y est resté après le départ de son épouse. Pendant la Seconde Guerre mondiale, Démétrios Galanis y vivait au premier étage et y avait son atelier[6].
- Mathilde Carré y a habité en 1941.

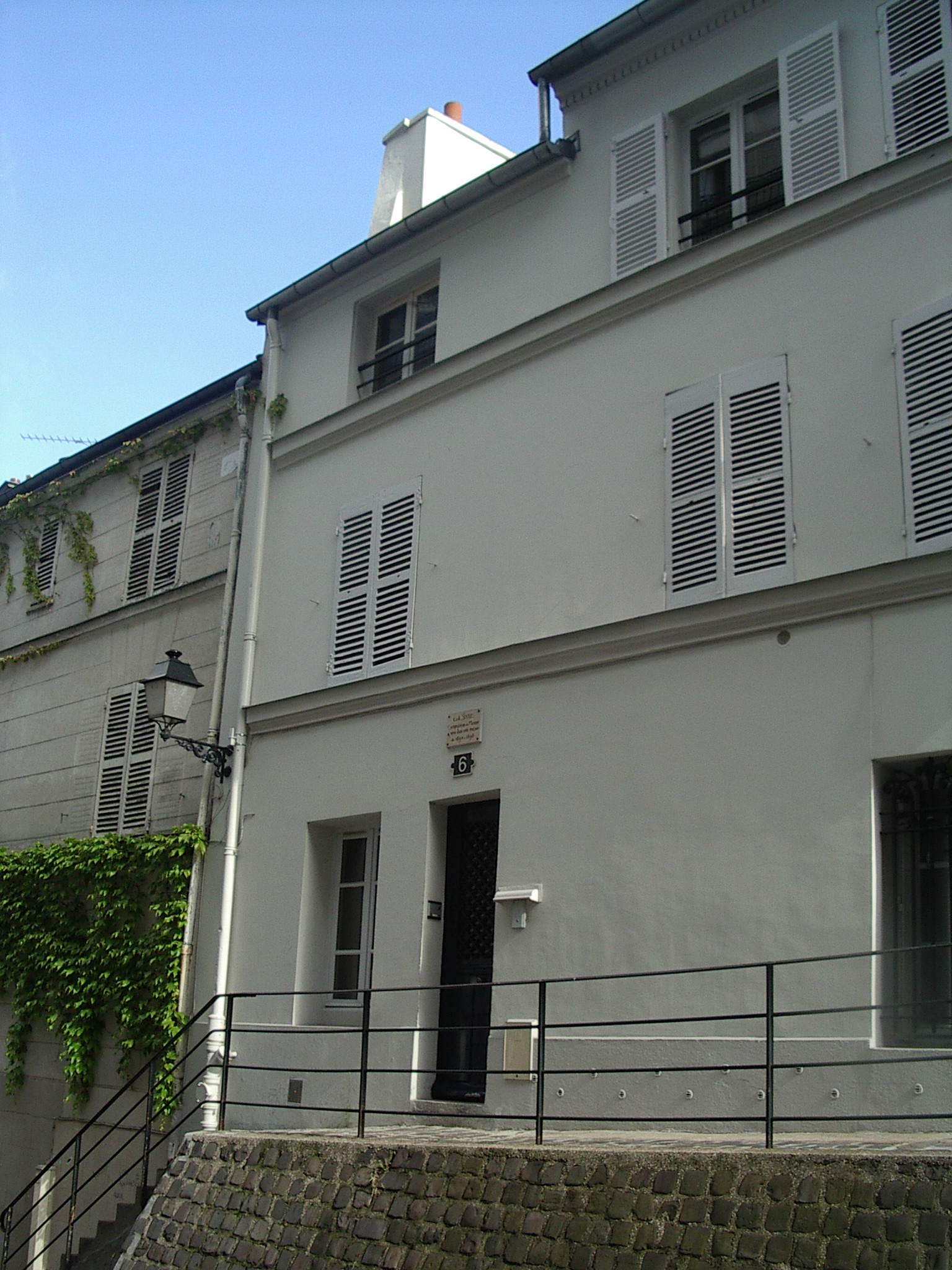
La maison d'Erik Satie.
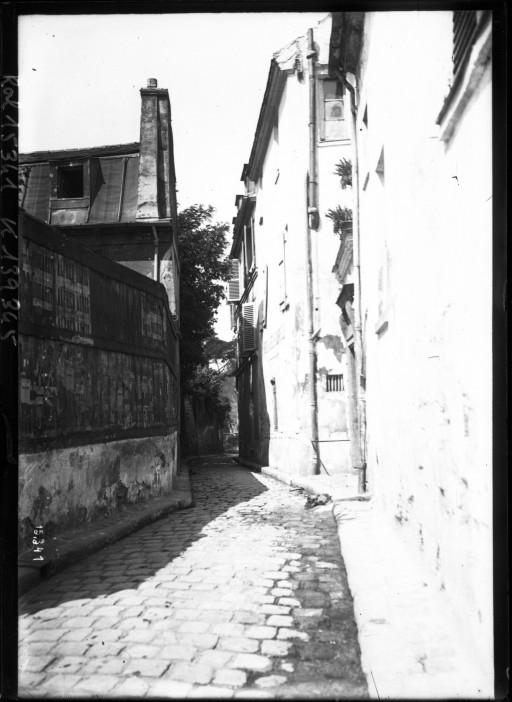
La rue Cortot en 1911.
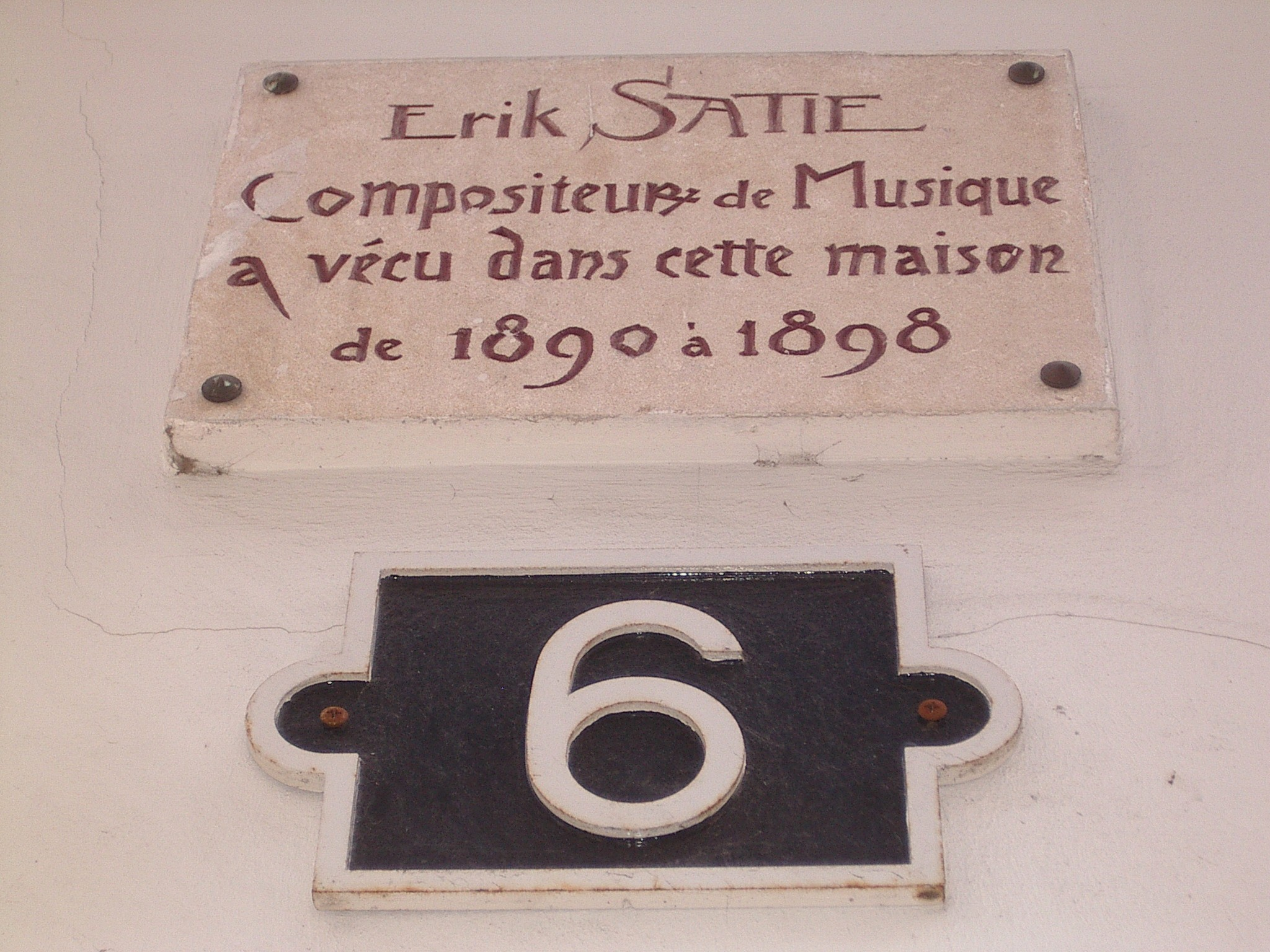
Plaque commémorative sur la maison d'Erik Satie.
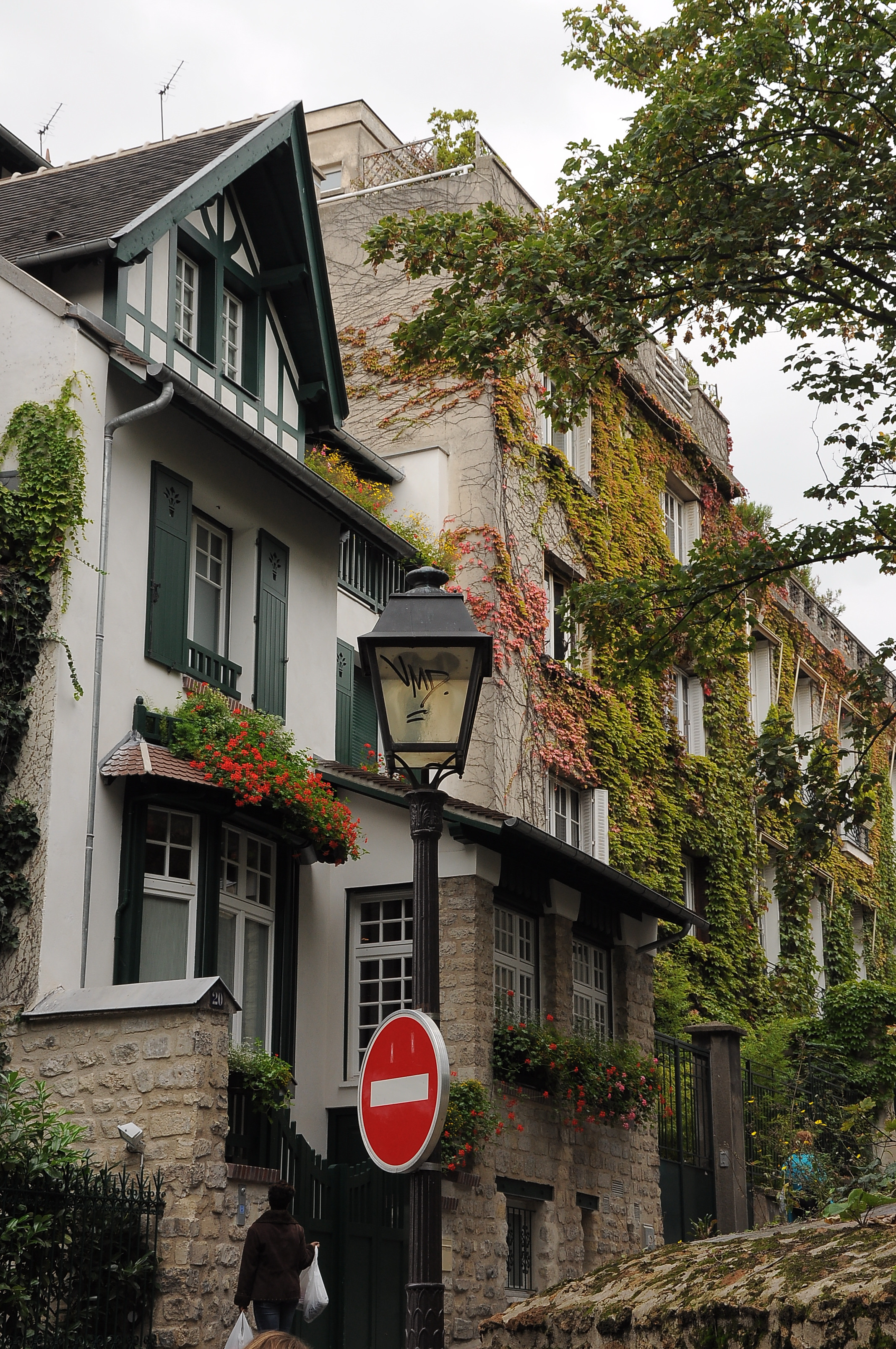
La rue Cortot en 2010.
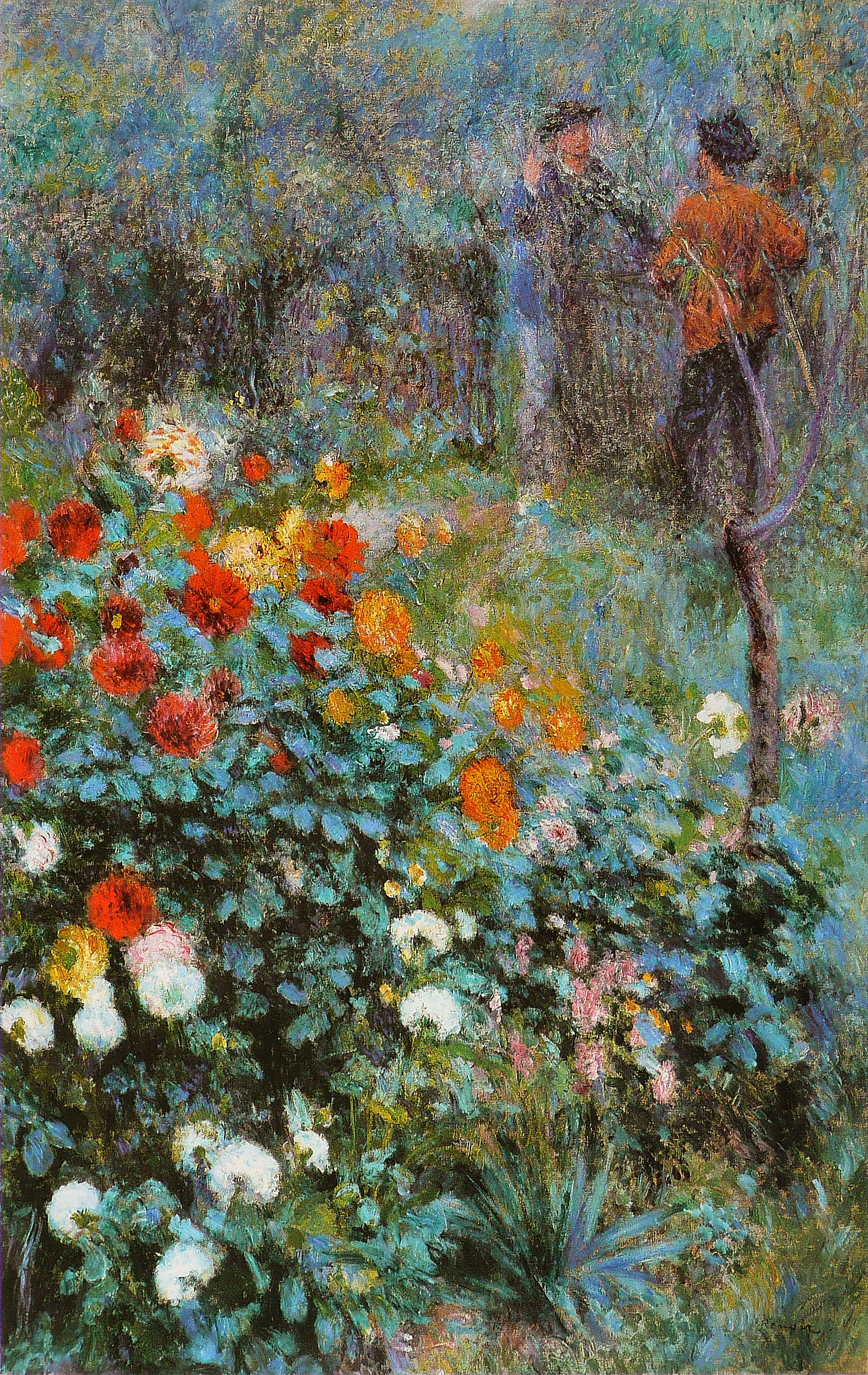
Auguste Renoir, Le Jardin de la rue Cortot.